# Elaine Davidson

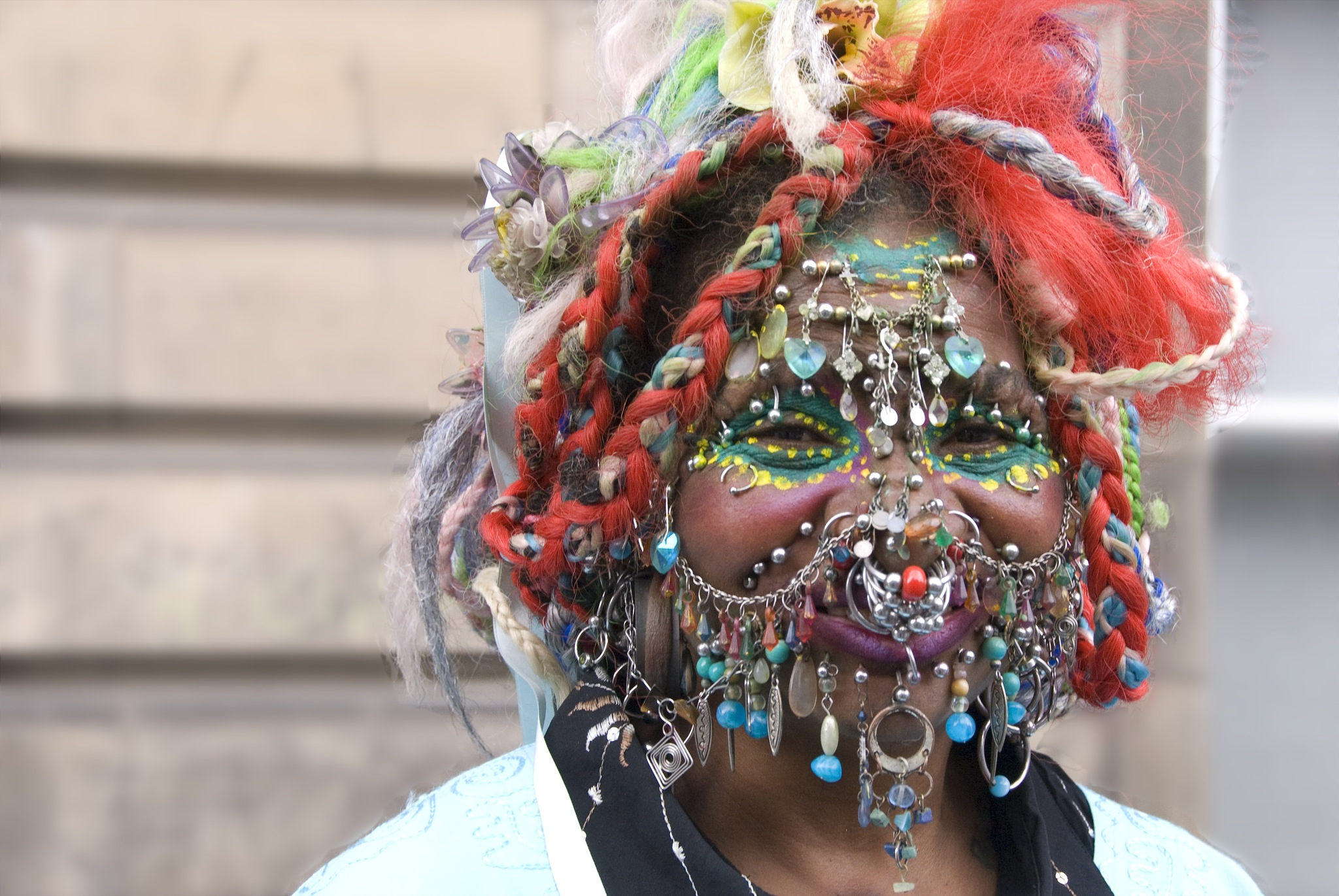
Elaine Davidson 2015

Elaine Davidson (* 1965 in Berinsfield, Brasilien) wurde im Guinness-Buch der Rekorde als meistgepiercte Frau der Welt genannt.
Ihr erstes Piercing bekam sie im Januar 1997 gestochen. Im Mai 2000 wurde sie mit 462 gleichzeitig getragenen Piercings, davon 192 im Gesicht, ins Guinness-Buch aufgenommen. Im Mai 2003 war sie laut Guinness-Buch insgesamt 4225 Mal gepierct worden. 2011 soll sie 6925 Piercings am Körper getragen haben, über 1500 davon mit einem Gesamtgewicht von über drei Kilogramm im Körperinneren. Sie hatte mehr Piercings in ihren Genitalien als an jedem anderen Körperbereich, insgesamt 500, sowohl äußerlich als auch innerlich. Im März 2012 trug sie nach eigenen Angaben 9000 Piercings. Im Januar 2019 waren es laut ihrer Homepage 11003 Piercings.
Sie ist eine ehemalige Krankenschwester. Sie wohnte früher in Glasgow. Am 8. Juni 2011 heiratete Davidson Douglas Watson. Das Paar wurde 2012 geschieden.
Davidson lebt in Edinburgh und betrieb dort den Tropical Rainbow Paradise Shop, in dem sie als Wahrsagerin arbeitet und Zöpfe flicht. Als Judoka ist sie Trägerin des schwarzen Gürtels.
Sie tritt außerdem bei internationalen Veranstaltungen der Tattoo- und Piercingszene sowie im Fernsehen auf.